# Ертуганово
Ертуга́ново — село в Старомайнском районе Ульяновской области. Входит в состав Кандалинского сельского поселения.

## География
Село расположено в 40 км к юго-востоку от районного центра на реке Кандалка.

## История
Ертуганово — одна из старейших деревень по реке Кандалке. Дата возникновения деревни точно не установлена; появление мечети в ней, по архивным данным, относится к 1615 году.
Название происходит от тат. ир туган — родной брат. Существует версия происхождения названия села от дворянина Ертуганки (Ертугана) Мурзы Тагаева, переселившегося сюда в середине XVII века из деревни Караките Симбирского уезда, который с сыном Елмашеткой и другими ясачными татарами нёс охранную службу по Казанскому уезду. Другие названия — Кандалка, Старая Кандалка, Старый Кандал.
Частью деревни владели Юматовы (Андрей Семёнович, титулярный советник, и Михаил Семёнович, поручик) и Трубниковы (Семён Петрович, прапорщик, и Дмитрий Панкратович, поручик). К середине XIX века эти владения перешли Степаниде Егоровне Немятовой, чиновнице 14 класса, а затем — в удельное ведомство.
В 1859 году в деревне было 2 мечети, насчитывалось 89 дворов, в 1910 — уже 390 дворов. В 1880-е годы работали 5-7 ветряных мельниц, 3 обдирки, 3 поташни. С 1889 года действовали две магометанские школы. В 1910 году функционировали 3 мечети.
В 1918 году в деревне был организован сельский Совет. К 1926 году деревня уменьшилась до 248 дворов; в школе учились 88 учеников, из них 24 девочки (учитель — Муббарак Сагитович Габбазов). В период коллективизации 20 сентября 1929 года были репрессированы крестьяне Вали-Ахмет Шафиулов (р. 1860) и Хузя Шафиулов (р. 1869). В 1930 году был образован колхоз «Тракторстрой»; в деревне насчитывалось 277 хозяйств.
В 1960—1973 годы здешний колхоз был присоединён к колхозу имени Куйбышева (Малая Кандала). В 1973 году в Ертуганово был образован колхоз «Восход», заново создавалась его производственная база: построены мастерские, механизированный ток с четырьмя складами, заправочная, животноводческие помещения, дом механизаторов, дом животноводов, столовая, восьмилетняя школа, водопровод, подъездные пути с твёрдым покрытием, более 40 квартир, медицинский пункт, детские ясли. В 1989 году в колхозе насчитывалось 325 коров и 1100 овец, а также 40 тракторов, 19 грузовых машин, 12 комбайнов.
В 1999 году насчитывалось 143 хозяйства; в колхозе осталось 53 коровы, полностью уничтожены овцы, насчитывалось 30 тракторов (исправных 25), 21 автомобиль (исправных 15), 9 комбайнов (исправных 4). Колхоз «Восход» был ликвидирован в начале 2000-х годов; тонны пестицидов, находившихся в разрушенных складах, возможно, явились причиной падежа скота.
В 2000—2014 годы были закрыты основная школа и детский сад.

### Административное подчинение
С 1850-х — в Бряндинской волости Ставропольского уезда Самарской губернии.
С 1928 года — в Мелекесском районе. В составе Малокандалинского сельсовета в 1935—1956 годы — в Малокандалинском районе, со 2 ноября 1956 — в Старомайнском районе (с 1.2.1963 по 12.1.1965 — в Чердаклинском сельском районе).

## Население
Исстари в селе соблюдали свои национальные традиции, здесь говорили только на татарском языке. Русским языком в небольшом объеме владели лишь немногие, общавшиеся с русскими и выезжавшие на базары. В 1889 году деревню населяли татары (магометанского вероисповедания) и чуваши (православные). В 2010 году численность татар в селе составляла 213 чел. (79,2 %).
С фронтов Великой Отечественной войны не вернулись 83 человека.
| 1859 | 1884   | 1889   | 1910   | 1926   | 1930   | 1959  | 1996  | 1999  | 2010  | 2014  | 2017  |
| ---- | ------ | ------ | ------ | ------ | ------ | ----- | ----- | ----- | ----- | ----- | ----- |
| 1079 | ↗ 1597 | ↗ 1792 | ↗ 2166 | ↘ 1118 | ↗ 1431 | ↘ 660 | ↘ 361 | ↗ 381 | ↘ 269 | ↗ 272 | ↘ 237 |

## Инфраструктура
Село газифицировано, построен новый водопровод.
В селе работают 2 магазина, фермерское хозяйство, пельменный цех; функционируют клуб, библиотека, мечеть.

### Транспорт
Автобусным сообщением село связано с областным и районным центрами, Димитровградом, сёлами Малая Кандала и Старое Рождествено.
Ближайшая железнодорожная станция — Бряндино (на 960-м километре линии Инза — Чишмы I) — расположена в селе Станция Бряндино Чердаклинского района, в 17 км к югу; пригородное сообщение Ульяновск Центр. — Димитровград (1 пара).

## Достопримечательности
Обелиск в память о земляках, погибших в годы Великой Отечественной войны.
Объекты культурного наследия
К выявленным объектам культурного наследия Старомайнского района в 1999 году отнесены:
- Могила Г. Кандалы на кладбище села[17]
- Поселение «Ертуганово» (3-я четверь I тыс. — 1-я четверть II тыс.)[18]
- Курганные группы «Ертуганово-1» (2 насыпи), «Ертуганово-2» (3 насыпи), курган «Ертуганово» (все — 2-я половина II тыс. до н. э.)[19]

## Известные жители
- Габдельджаббар Кандалый (1797, Ертуганово — 1860, Ертуганово), татарский поэт.
- Закир Кадыйри[тат.] (1878—1954), татарский просветитель и востоковед — учился в с. Ертуганово в начальной школе[20].

## Комментарии
1. ↑  Мечеть принадлежит местной мусульманской религиозной организации села Ертуганово, действующей в составе Регионального духовного управления мусульман Ульяновской области[12].
2. ↑  Указаны конечные станции маршрутов.